# George Fraser Kerr
George Fraser Kerr, récipiendaire de la VC, MC & Bar, MM, né le 8 juin 1895 et mort le 8 décembre 1929, est un soldat canadien qui sert pendant la première Guerre Mondiale. Kerr est récipiendaire de la Croix de Victoria, la plus haute distinction militaire décernée aux forces britanniques et du Commonwealth pour bravoure face à l'ennemi.

## Biographie
S'enrôlant en septembre 1914, Kerr devient lieutenant du 3e Bataillon (Toronto) du corps Expéditionnaire Canadien, pendant la Première Guerre Mondiale. Le 27 septembre 1918 au Bois de Bourlon en France, alors âgé de 23 ans, il accomplit un acte de bravoure pour lequel il reçoit la Croix de Victoria pour ses actions au cours de la bataille du Canal du Nord.
Le lieutenant Kerr fait preuve d'une bravoure et d'un leadership remarquable pendant les opérations, apportant un soutien opportun en débordant une mitrailleuse qui faisait obstacle à l'avancée. Plus tard, lorsque l'avance est de nouveau retardée par un point de résistance, et étant très en avance sur sa compagnie, il se précipite seul dessus, capturant quatre mitrailleuses et faisant 31 prisonniers.
Plus tard il obtient le grade de capitaine.

### Décès
Il meurt d'une intoxication au monoxyde de carbone et est inhumé au cimetière Mount Pleasant à Toronto en Ontario au Canada (parcelle 14, section 36. Lot 6 - E 1/2). Sa Croix de Victoria est exposée au musée canadien de la guerre à Ottawa en Ontario au Canada.